# Рохат (футбольний клуб)
Футбольний клуб «Рохат» або просто «Рохат» (узб.  «Ro'hat» futbol klubi) — професійний узбецький футбольний клуб з міста Кибрай Ташкентської області.

## Попередні назви
- 1994-1995 - «Маданіят»
- З 1996 - «Рохат»

## Історія
Футбольний клуб «Рохат» заснований в 1993 році в містечку Кибрай в Ташкентській області. За підсумками сезону 1994 року у Другій лізі клуб отримав путівку до Першої ліги. З 1995 року команда виступає у Першій лізі.

## Досягнення
- Перша ліга Узбекистану
  - 6-те місце (1): 1999